# Henry Petty-Fitzmaurice (3. markiz Lansdowne)
Henry Petty-Fitzmaurice, 3. markiz Lansdowne KG (ur. 2 lipca 1780 w Lansdowne House w Londynie, zm. 31 stycznia 1863 w Bowood Park w hrabstwie Wiltshire) – brytyjski arystokrata i polityk, członek stronnictwa wigów, minister w rządach lorda Grenville’a, George’a Canninga, lorda Godericha, lorda Greya, lorda Melbourne’a, Johna Russella, lorda Aberdeena i lorda Palmerstona.

## Życiorys
Był synem Williama Petty’ego, 1. markiza Lansdowne, i jego drugiej żony, lady Louisy FitzPatrick, córki 1. hrabiego Upper Ossory. Od urodzenia znany był jako „lord Henry Petty”. Wykształcenie odebrał na Uniwersytecie Edynburskim oraz w Trinity College na Uniwersytecie Cambridge. Uczelnię ukończył w 1801 r. Następnie udał się w podróż do Francji i Szwajcarii.
W 1802 r. został wybrany do Izby Gmin z kontrolowanego przez swoją rodzinę okręgu Calne. W 1806 r. przeniósł się do okręgu Cambridge University, a od 1807 r. reprezentował okręg wyborczy Camelford. Po śmierci brata w 1809 r. odziedziczył tytuł 3. markiza Lansdowne i zasiadł w Izbie Lordów. W 1818 r. zmarł jego kuzyn, Francis i Henry przyjął nazwisko „Petty-Fitzmaurice” i odziedziczył tytuł 5. hrabiego Kerry.
Swoją pierwszą mowę na forum parlamentu wygłosił 13 lutego 1804 r. Sprzeciwił się w niej uchwaleniu Irish Bank Restriction Act. W 1806 r. został kanclerzem skarbu w gabinecie Wszystkich Talentów lorda Grenville’a. Pozostał na tym stanowisku do upadku gabinetu w 1807 r. W ciągu następnych lat stał się jedną z czołowych postaci stronnictwa wigów. Zajmował się głównie kwestią równouprawnienia katolików, ale udzielał też swojego poparcia sprawie likwidacji niewolnictwa i wprowadzenia powszechnej edukacji.
Na stanowiska rządowe Lansdowne powrócił w 1827 r., kiedy to został ministrem spraw wewnętrznych w gabinecie Canninga. Pozostał na tym stanowisku w gabinecie Godericha i utrzymał je do upadku gabinetu w 1828 r. W wigowskim gabinetu lorda Greya w latach 1830-1834 i w krótkotrwałym gabinecie lorda Melbourne’a w 1834 r. był Lordem Przewodniczącym Rady. Ponownie sprawował to stanowisko w latach 1835-1841 i 1846-1852. W tym drugim okresie był ponadto przewodniczącym Izby Lordów. W latach 1852-1858 był ministrem bez teki w gabinetach Aberdeena i Palmerstona.
W 1857 r. odmówił przyjęcia tytułu książęcego. Od 1827 r. był Lordem Namiestnikiem Wiltshire. W latach 1829-1831 był rektorem Uniwersytetu Glasgow. W latach 1834-1836 i 1842-1844 był prezesem Królewskiego Towarzystwa Statystycznego. Był kawalerem Orderu Podwiązki. Zmarł w 1863 r.

## Rodzina
30 marca 1808 r. poślubił lady Louisę Fox-Strangways (27 czerwca 1785 – 3 kwietnia 1851), córkę Henry’ego Foxa-Strangwaysa, 2. hrabiego Ilchester, i Mary O’Grady, córki Standisha O'GRandy’ego. Henry i Louisa mieli razem dwóch synów i córkę:
- Louisa Petty-Fitzmaurice (zm. 12 czerwca 1906), żona Jamesa Howarda, miała dzieci
- William Thomas Petty-Fitzmaurice (30 marca 1811 - 21 sierpnia 1836), hrabia Kerry
- Henry Petty-Fitzmaurice (7 stycznia 1816 - 5 lipca 1866), 4. markiz Lansdowne